# Шуге Естейт (аеродром)
Аеродро́м «Шуге Естейт» (англ. Airport Big Bend Sugar Estate) — аеродром Свазіленду, розташований поряд з містечком Біг-Бенд.